# Silnice II/479
Silnice II/479 je silnice II. třídy v Moravskoslezském kraji (v okresech Ostrava-město a okrajově Karviná) spojující Ostravu (městský obvod Poruba) a Havířov.

## Průběh
Silnice začíná v Porubě na křižovatce se silnicemi I/11 a II/469 nedaleko areálu Vysoké školy báňské - Technické univerzity Ostrava, pokračuje jako ulice Opavská jihovýchodním směrem přes Svinov do Nové Vsi (křižovatka s II/647), dále jako ulice 28. října na východ přes Hulváky a Mariánské Hory do Moravské Ostravy, kde je přerušena na křižovatce s ulicí Vítkovickou (silnice III/4793).
Další úsek začíná přibližné 600 m severně od přerušení na křižovatce ulic Holnopolní a Českobratrská a pokračuje na východ do Slezské Ostravy, kde je krátký souběh jižním směrem s II/477. Po rozdělení silnic pokračuje II/479 převážně jihovýchodním směrem ze Slezské Ostravy přes Radvanice (křižovatka s I/59) a Bartovice do Šenova (křižovatka s II/473), kde se stáčí více na východ. Hned po překročení hranice okresů se silnice stáčí na jih a na okraji Havířova (části Šumbark) končí na křižovatce s I/11.
V úsecích mezi křižovatkou s I/11 a II/647, mezi křižovatkami s ulicemi Hornopolní a Nádražní a od křižovatky se Sokolskou třídou po konec souběhu s II/477 je silnice čtyřpruhová, ve zbytku trasy převážně dvoupruhová (na území Ostravy místy rozšířená na uspořádání 2+1).

## Historie
Úsek silnice dnešní II/479 Havířov - Ostrava, centrum byl historicky součástí silnice I/11, spojující Prahu se Slovenskem. Úsek Ostrava, centrum - Ostrava, Poruba (dnešní ulice 28. října a Opavská) byl součástí silnice I/47 . Po výstavbě čtyřproudové přeložky silnice I/11 (ostravská ulice Rudná a pokračování do Havířova) ve druhé polovině 60. let a v 70. letech 20. století byly tyto silnice přetrasovány jižněji mimo centrum Ostravy na nová kapacitní silniční tělesa.